# New age
New age var en decentral bevægelse fra den vestlige kultur i det tyvende århundrede, som i kernen var karakteriseret ved en astrologisk tro på en kommende ny tid med kærlighed og fremskridt kaldet vandmandens tidsalder. New Age var især fremtrædende i 1970’erne og 1980`erne, men i det 21. århundrede anvendes ideen næsten ikke længere. I dag forveksler udenforstående dog ofte fejlagtigt begrebet “New Age” med spiritualitet i almindelighed, men New Age var en særlig bevægelse, der var defineret ved en tro på vandmandens tidsalder og var inspireret af astrologi og østlige religioner som hinduisme og buddhisme. Det er dermed vigtigt at bemærke, at mange af de tilgange, som i dag påstås at være New Age, faktisk ikke er New Age, men kan være moderne dybdepsykologi eller filosofi og spirituelle praksisser, som har eksisteret i årtusinder.
New Age havde visse fællestræk med religioner under opbygning, men var et løst netværk af spirituelle mennesker. Den udgjorde ikke nogen klar sammenhængende bevægelse, men var en mangfoldighed af enkeltpersoner og grupper, som blandt andet var synlig i specielle boghandeler, musikafdelinger og markeder samt clairvoyante og healere, som holdt kurser og uddannelser om dette. Søgen efter at komme tættere på sin egen åndelighed og blive et frit menneske. New Age var mere feminint orienteret mod kærlighed og velvære end den traditionelle vestlige kultur, og tilhængerne var især kvinder.
På youtube og lignende er der stadig mennesker verden over, som udveksler former for spiritualitet, hvor der er plads til at alle religioner passer ind i. Det er ofte holistisk orienteret tro, der er uden en konkret ramme for, hvad der er rigtigt og forkert. Men fællestrækket for er i reglen, at det som udgangspunkt handler om kærlighed. Materialismen og faste rammer træder et skridt tilbage, og det åndelige og kreative antages i stigende grad at ville få en fremvirkende effekt på alle levende væsner på jorden.

## Definitioner
Nogle mennesker forveksler New Age med moderne spiritualitet i almindelighed, som er en generel søgen efter mening og forbindelse til noget større end os selv. Selv om nogle mennesker bruger begreberne "spiritualitet" og "New Age" i flæng, er det vigtigt at bemærke, at kun en lille andel af de mennesker, der identificerer sig som åndelige, er en del af New Age-bevægelsen. Ofte bliver visse praksisser eller bevægelser fejlagtigt mærket som New Age, selv om de ikke passer ind i definitionen af bevægelsen. New Age-bevægelsen opstod således i det 20. århundrede som en mere specifik form for spiritualitet, der ofte inkorporerer elementer fra østlig religion, astrologi og alternative helbredelsesmetoder. Inspirationen fra østlige religioner som buddhisme og hinduisme er kendetegnende for New Age-bevægelsen, og den ses i det store fokus på meditation, yoga, mindfulness og filosofier fra østlige traditioner.
Begrebet “New Age” henviser til, at bevægelsen bygger på en tro på, at vi er på vej ind i vandmandens tidsalder, der vil vare 2000 år. Det som definerer tanker og praksisser som New Age er således, at de omhandler en tro på en ny harmonisk tidsalder, der vil indebære en mere spirituel kultur. Denne tankegang var særligt populær i 1960'erne og 1970'erne og var præget af en interesse for østlige religioner, alternative helbredelsesmetoder og en generel tro på menneskets potentiale for at skabe en bedre verden i fremtiden.
Begrebet "Vandmandens tidsalder" henviser til en idé om en ny æra eller periode i menneskehedens udvikling baseret på astrologisk tankegang. Ifølge astrologi er Vandmanden et af de tolv stjernetegn, og i astrologisk fortolkning indikerer indgangen til Vandmandens tidsalder en periode med social, teknologisk og åndelig transformation. Denne tankegang er baseret på ideen om "præcessionscyklussen", hvor jordens akse langsomt vipper gennem de tolv stjernetegn over en periode på omkring 26.000 år. Ifølge visse astrologiske og esoteriske tolkninger har menneskeheden været i en æra domineret af Fiskenes tidsalder i de sidste par tusinde år, men ifølge nogle fortolkninger nærmer vi os eller allerede er trådt ind i Vandmandens tidsalder. Vandmandens tidsalder siges at repræsentere en tid med nyskabelse og teknologisk fremskridt. Den er forbundet med idéer om samfundsmæssig omstrukturering, globalt samarbejde, humanisme og innovation.
De fleste new age praksisser og trosformer kan karakteriseres som en form for alternativ spiritualitet eller alternativ religion. Selv åbenlyse undtagelser, såsom alternativ medicin eller traditionel medicin har ofte en spirituel dimension, såsom konceptet af integrationen af krop, sind og ånd. Eftersom new age som regel kun findes inden for en vestlig kontekst i den jødisk-kristne tradition, hvor positivismen er fremherskende, antyder ordet "alternative" (i forhold til religion og/eller videnskab) en kontrast til den dominerende tro. Mange new age ideer og praksisser indeholder derfor en eksplicit eller underforstået kritik af mainstream kristendom – for eksempel antyder vægten på meditation, at bøn og tro ikke er nok, og troen på reinkarnation, som ofte forekommer indenfor new age, udfordrer det kristne doktrin om et liv efter døden.

## Tro
De følgende punkter er ofte forekommende i new age, men deles langt fra af alle new age-følgerne:
1. Alle mennesker, alt liv (og i det hele taget alt i universet) er spirituelt forbundet, idet det indgår i den samme energi. "Gud" er blot ét navn for denne energi.
2. Spirituelle væsner (f.eks. engle, nedstegne ledere, elementarvæsner, spøgelser og/eller ekstraterrestielle væsner) eksisterer og vil hjælpe os, hvis vi vil lade dem gøre det.
3. Den menneskelige hjerne har store kræfter, som endda er i stand til at bryde naturlovene.
4. Ikke desto mindre er den underlagt visse spirituelle love, såsom princippet om årsag og virkning (karma).
5. Hvert individ har en rolle at udspille, fordi der er noget at lære. Noget af det vigtigste, man kan lære, er kærlighed.
6. Døden er ikke afslutningen. Der er blot liv i forskellige former. Livet efter døden er ikke nødvendigvis en straf men en lærdom, måske gennem reinkarnation og nær-død oplevelser.
7. Videnskab og spiritualitet går i sidste ende hånd i hånd. Nye opdagelser i videnskab (evolution, kvantemekanik, osv.) viser vejen til spirituelle principper, hvis blot de forstås rigtigt.
8. Ligesom hos større religioner er intuition eller "guddommelig vejledning" en bedre rettesnor end rationalisme, skepticisme eller videnskabelig metode. Vestlig videnskab tager fejl, når den forsømmer emner som parapsykologi, meditation og holistisk healing.
9. Alle religioner er dybest set den samme, uanset om de er østlige eller vestlige. Dogmer og religiøse identiteter er ikke så væsentlige.
10. Den kristne bibel opfattes af nogle, men ikke alle, som en vis og hellig bog. Der er mange væsentlige sandheder i bibelen, eller der henvises meget uklart til dem. Nogle siger f.eks. at Jesus var en avatar af Buddha.
11. Feminine former for spiritualitet, herunder feminine afbildninger af guddommelige, ses som undertrykt af patriarkalske bevægelser, som var fremherskende, da lærdommen oprindeligt blev nedskrevet. Det er netop i vor tid, at en feministisk renæssance er mulig og ønskelig.
12. Antikke civilisationer såsom Atlantis kan virkelig have eksisteret og efterladt bestemte monumenter (såsom pyramiderne, Stonehenge), hvis virkelige natur endnu ikke er blevet opdaget af mainstream historikere.
13. Der er ingen tilfældigheder. Alt har en spirituel betydning, og har spirituel lærdom for dig. Hvert menneske har en rolle her, og er aldrig et bestemt sted ved et rent tilfælde.
14. Det menneskelige sind har skjulte kræfter og evner, der har spirituel betydning. Drømme og spirituelle oplevelser er måder, hvorpå vore sjæle udtrykker sig.
15. Meditation, yoga, t'ai chi og andre østlige praksisser er generelt værdifulde.
16. Maden, du spiser, har en effekt på såvel dit sind som din krop. Det er normalt en god idé at spise frisk, økologisk mad og at være vegetar.
17. Hvert personligt forhold har potentiale til at være en hjælp i din spirituelle opvækst.
18. Vi lærer om os selv gennem forhold til andre mennesker, idet vi lærer, hvor vi har brug for at arbejde med os selv, og hvilke styrker vi kan bidrage med hos andre mennesker, så vi kan hjælpe dem i deres liv.
19. Alle forhold vil blive gentaget, indtil de er sunde, også selv om det måske vil tage flere liv.
20. Som sjæle, der søger en helhed, er vort mål til sidst at elske alle, vi kommer i kontakt med.

## Grundantagelser

### Ny tidsalder
Kernen i New Age er ideen om en kommende tidsalder med fred og kærlighed. Det er denne ide, som definerer New Age og adskiller den fra andre spirituelle, religiøse og åndelige tilgange. Et vigtigt element i New Age-strømningen er forventningen om en transformation af verden, nogle grupper mener det vil ske i nær fremtid, mens andre mener det allerede er sket. Eskatologiske forestillinger om verdens undergang findes i de fleste religioner, fx bibelsk apokalyptisme, men under visse omstændigheder bliver de tillagt større vægt end i andre, et eksempel er millenaristiske bevægelser. Sådanne forventninger genfindes ofte i new age, men de overvejende temaer er i reglen mere orienteret mod mystik end apokalyptik.

### Synkretisme
New age er synkretistisk i sin natur og har sine rødder i et mod-kulturelt fænomen. New age følgerne har en tendens til en relativistisk indgangsvinkel til sandheder, idet de ofte henviser til det vediske standpunkt om "en sandhed, men mange former". Dette er ikke blot et udtryk for personligt "valg" af spiritualitet, men også et udtryk for, at sandhed defineres af den enkelte og dennes opfattelse af sandhed.
Globalisering var og er et væsentligt socialt fænomen i det senere 20. århundrede og det tidlige 21. århundrede, hvor religiøs synkretisme er uundgåelig. New Age bevægelsen er eklektisk, idet nogle sammensætter kristne ideer med tro på mange guder eller gudinder, panteisme, involverer aliens, reinkarnation, brug af psykoaktive medikamenter, og spirituelle trosformer fra andre geografiske områder. Bevægelsen kan også indeholde tro på, eller forsøg på at udføre, magi.

### Relativisme
Relativismen er ikke blot spirituel, men overføres også til fysiske teorier. Virkeligheden opfattes således som subjektiv, og new age-fænomener forventes således ikke at være gentagelige i videnskabelig forstand, idet de antages kun at være synlige for den modtagelige. Telepati vil efter denne tankegang ikke være mulig at observere for en skeptiker, idet en skeptikers sind ikke er indrettet til at forvente, at fænomenet kan optræde.
I modsætning til videnskabelig metode ses det ikke som en fejl i den underliggende hypotese eller teori, hvis et forventet resultat ikke optræder. I stedet opfattes det som udtryk for, at man mangler viden om (skjulte) omstændigheder i forbindelse med forsøgene.

### Inspiration fra østlig religion
Selv om mange new age-udtryk leder tankerne mod østlige religioner, skal de ikke opfattes som identitiske med koncepterne og praksisserne for disse religioner. Antikke traditioner såsom hinduisme, taoisme og buddhisme kan næppe opfattes som new age-religioner. Det er i stedet new age-bevægelserne, der har "overtaget" mange af de østlige religioners ideer og indbygget dem i bevægelsernes egen tro og praksisser.
New age-følgere mener som regel ikke, at de modsiger traditionelle trossystemer. Nogle giver i stedet udtryk for, at de søger efter det ultimative sandheder i disse systemer, hvor de forsøger at adskille disse sandheder fra falsk tradition og dogmatik. Modsvarende hævder følgere af andre religioner ofte, at new age-bevægelserne har svage eller overfladiske forståelser af disse religioners koncepter, idet bevægelserne udelader det, der kan opfattes som "negativt" eller modsigende de vestlige værdier, og at new age bevægelsernes forsøg på religiøs synkretisme er svag eller selvmodsigende.

## Medicin
Mange new age-tilhængere benytter også kosttilskud og alternativ medicin. Nogle få støtter sig udelukkende til new age-behandlinger, mens andre benytter dem i kombination med konventionel lægeassistance. Blandt ofte forekommende new age-teknikker findes naturmedicin, Ayurveda, akupunktur, homøopati, iridologi, aura-healing og krystalhealing.
Nogle new age-forfattere har postuleret, at fordi man "skaber sin egen virkelighed", kan denne tankegang overføres til sygdomme, idet forfatterne konkluderer, at sygdomme har metafysisk oprindelse, og derfor kan helbredes gennem evaluering af negative følelser og spirituelle holdninger.
Lægevidenskaben ser de fleste af new age-systemerne til behandling med ekstrem skepsis, og endda som kvaksalveri. Under videnskabelige test vil new age-behandlingssystemerne ikke nødvendigvis udvise demonstrerbar forbedring i forhold til lægevidenskabens standardteknikker, og nogle kan endda have skadelig effekt.
New age-behandlingens popularitet og dens kritik af konventionelle behandlingsmetoder har dog bidraget til, at læger i dag i højere grad viser forståelse for "hele" patientens behov i stedet for at fokusere på den specifikke sygdom. Denne indgangsvinkel, der kaldes "holistisk behandling" eller "holistisk medicin" vinder stadig frem, og konventionel medicin har anerkendt, at en patients mentale tilstand kan være vigtig for helbredelsen af mange sygdomme. Denne indgangsvinkel har desuden været medvirkende til at udjævne forskellen i rollerne for læge og patient og har gjort begge parter mere ligeværdige.
Kritikere af new age fortsætter dog med at pointere, at hvis der ikke findes en testprocedure, vil der ikke være nogen metode til at adskille de teknikker, medicinske planter og livsstilsændringer, der virkelig har en effekt, fra dem der ikke har nogen effekt eller måske endog er skadelige.

## I Danmark
"New Age" var en betegnelse, der blev brugt til at beskrive en bred og varieret bevægelse, der opstod i 1960'erne og 1970'erne og fik popularitet i Danmark. I Danmark har New Age-bevægelsen haft en kompleks indflydelse på samfundet, og dens betydning og indflydelse varierer afhængigt af tid, sted og individuelle perspektiver.
I dag findes New Age bevægelsen stort set ikke længere i Danmark, men er i høj grad blevet erstattet af mange andre former for spiritualitet og åndelighed, som ikke har noget med tanken om en ny tidsalder at gøre. Udenforstående anvender stadig ofte fejlagtigt betegnelsen New Age om mange af disse strømninger, der dog ikke har eller ikke behøver at have nogen forbindelse til de oprindelige New Age tanker.

## Kritik
Den amerikanske ateist Sam Harris er kendt for at være kritisk over for religion i det hele taget. Han anser New Age som værende uvidenskabelig. Samtidig anerkender han, at der kan opnås særlige mentale tilstande, som der rapporteres om fra forskellige traditioner og grupper, men han mener, at der findes naturlige forklaringer på disse, og at de skal findes i hjernen.

## New age praksis og retninger
- Astrologi
- Enneagram
- Neurolingvistisk programmering (NLP)
- Numerologi
- Scientology
- Mindfulness